# Hiến pháp Canada
Hiến pháp của Canada là luật tối cao ở Canada; hiến pháp Canada là một sự pha trộn của các đạo luật có hệ thống và các tục lệ và thông lệ không có hệ thống. Canada là một trong những nước dân chủ hiến pháp lâu đời nhất trên thế giới. Hiến pháp quy định chế độ chính quyền của Canada, cũng như các quyền dân sự của tất cả công dân Canada và những người ở Canada.
Các thành phần của Hiến pháp Canada được xác định trong Khoản 522 của Đạo luật Hiến pháp năm 1982, bao gồm Đạo luật Canada năm 1982 (bao gồm cả Hiến pháp năm 1982), tất cả đạo luật và sắc lệnh tham chiếu đến bảng danh mục (bao gồm cả Đạo luật Hiến pháp, 1867, Đạo luật Bắc Mỹ thuộc Anh trước đây, 1867), và bất kỳ sửa đổi những tài liệu này. Tòa án Tối cao của Canada đã phán quyết rằng danh sách không đầy đủ và cũng không bao gồm một số đạo luật trước thời kỳ liên minh và các nội dung bất thành văn. 

## Lịch sử của hiến pháp
Phiên bản đầu tiên của một hiến pháp cho Canada là Tuyên ngôn Hoàng gia  năm 1763. Đạo luật này đã đổi tên phần đông bắc của tỉnh cũ thuộc Pháp Tân Pháp thành tỉnh Quebec, gần như trùng với một phần ba phía nam của Quebec hiện nay. Bản tuyên ngôn, với nội dung thành lập một chính quyền thuộc địa được bổ nhiệm, là hiến pháp của Quebec cho đến năm 1774, khi Quốc hội Anh thông qua Đạo luật Quebec, quy định mở rộng ranh giới tỉnh đến Ohio và sông Mississippi, đó là một trong những lời bất bình được liệt kê trong Tuyên ngôn độc lập Hoa Kỳ. Đạo luật Quebec cũng thay thế luật hình sự Pháp giả định có tội cho tới khi được chứng minh vô tội với luật Anh giả định vô tội cho tới khi được chứng minh có tội, nhưng bộ luật Pháp hoặc hệ thống luật dân sự được giữ lại cho vấn đề không hình sự.

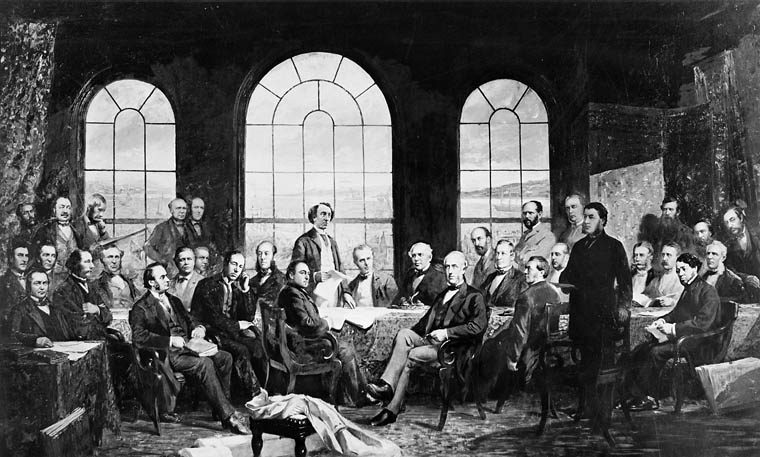
Một bức tranh miêu tả cuộc đàm phán dẫn đến ban hành của Đạo luật Bắc Mỹ thuộc Anh, 1867

Hiệp Ước của Paris 1783 kết thúc chiến tranh độc lập Mỹ và tạo ra một làn sóng người người tị trung thành với Hoàng gia Anh chuyến về phía bắc đến Quebec và Nova Scotia. Trong năm 1784, hai tỉnh được chia; Nova Scotia được chia tách vào Nova Scotia, Đảo Cape Breton (quay lại tới Nova Scotia trong 1820), Đảo Prince Edward, và New Brunswick, trong khi Quebec được chia vào Lower Canada (nam Quebec) và Upper Canada (phía nam qua hạ bắc Ontario). Mùa đông 1837-38 đã chứng kiến cuộc nổi loạn trong cả hai nơi của Canada, với những kết quả là họ đã quay lại như Tỉnh Canada trong 1841. Điều này đã được đảo ngược bởi Đạo luật Bắc Mỹ thuộc Anh 1867, thành lập sự thống trị của Canada.